# GINKA
《GINKA》是Frontwing開發的一款視覺小說，遊戲於2023年10月26日在DLsite、Steam和DMM Games上發售。《GINKA》由《ATRI -My Dear Moments-》開發團隊的主要人員製作，作品講述少年青羽流星在偏遠的海島姬之島上發生的故事。

## 遊戲系統
《GINKA》採用視覺小說的遊玩方式，玩家以男主角青羽流星的視角進行遊戲。玩家遊玩時需要閱覽屏幕上所顯示的文本以了解故事情節和人物之間的對話，這些文字會與人物的立繪和背景一同出现，用以表示對話的對象。對話對象的立繪會隨著對話進行而變化，根據對話的内容做出不同動作或表情，在部分場景中會遇見代替背景和人物立繪的電腦圖像。遊戲過程中會出現一些選項，由玩家選擇接下來男主角的行為，根據玩家的選擇遊戲會進入不同結局。在完成本篇之後，遊戲會開啟Next篇，講述本篇之後的故事。

## 劇情
故事發生在架空的現代日本，舞台是一個偏遠的海島姬之島。島上居有神明「蛭子」，由四之宮家族侍奉。每逢夏日祭，島民會將願望寫在紙上並折成蝴蝶，巫女會帶上願望，乘船穿過海上的鳥居，前往棲神之地將島民的願望送給神明。
本篇
五年前的夏日祭，當代巫女四之宮銀花神隱失蹤，她的青梅竹馬青羽流星也離開姬之島，前往東京讀書。如今青羽高中畢業後，對銀花一事念念不忘，在夏季再次踏上了姬之島。在島上他遇到了和五年前銀花樣貌一樣的少女，對方失去了記憶，但是對青羽懷有好感，於是青羽將之稱呼為GINKA（銀花的日文讀音）。島民也將GINKA當成失蹤的銀花，兩人獲得島民的歡迎。重回故地，青羽遇到了昔日同窗凉代凛、七守草二和海野向日葵，還有老師荒罗伎奈津奈。其中七守草二為了振興姬之島，打算重辦因神隱事件停辦的夏日祭，青羽也應邀加入籌備工作，同時萌生了在島上定居的想法。一日，青羽遭到詭異的怪物襲擊，一位銀髮少女以武士刀砍殺怪物，救下了他，她自稱是四之宮銀花，為了弒神來到此地。銀花輕視GINKA的存在，幾乎不與島民接觸，但是一直對青羽釋出善意。經過幾番接觸，銀花終於向青羽坦白，他們所在的世界是夢境，當年神隱的對象其實是青羽。青羽當年因為心臟病在姬之島靜養，在夏日祭時誤以為銀花神隱前往海上鳥居，結果溺水身亡。銀花帶著青羽尸體前往棲神之地，向神明祈求復活青羽，代價是失去對青羽的愛慕之情。蛭子將祂的心臟給予了青羽，心臟用了五年時間融入青羽身體，但是青羽並沒有醒來，為此銀花從母親四之宮花怜手上習得進入夢境的法術，打算進結夢境喚醒青羽。而GINKA是銀花失去的那份戀心，在這個夢境中化為人形。那些詭異的怪物是過去島民給予神明的願望，蛭子早已衰敗，無法實現島民的願望，願望還成為怪物破壞棲神之地，侵蝕這個夢境。歷任巫女都在努力淨化這些怪物，同時也受到這些怪物的感染，藉喚醒青羽的機會，銀花計劃在夏日祭進入棲神之地，弒神中斷巫女的宿命，不再受感染。只是事與願違，在夏日祭當日，大量怪物襲來，銀花不敵昏迷。青羽和GINKA冒險進入棲神之地，卻發現神明早已死去，青羽在獲得心臟時也繼承了神位，青羽在棲神之地找到自己的身體，返回現實世界。
Next篇
青羽回到了現實的姬之島，他家人一時也難以接受失蹤五年的他，他決定暫居姬之島，先在島上追趕落下的學業。一年後，四之宮銀花再次出現在島上，她表示有人對青羽不利，要做青羽貼身保鏢，兩人因此同居。適逢夏季，凉代凛等人打算舉辦夏日祭。臨近夏日祭，怪物在現實出現，青羽的襲擊者也接連出手，銀花只能且戰且退，對方也自報家門，青羽才得知是銀花的母親四之宮花怜。花怜表示繼承神位的青羽在現世活躍，讓夢境和現世慢慢融合，過去累積的大量願望將變成怪物湧入現世，銀花在先前夢境中受到大量污染，身體也瀕臨極限。為了中止兩界融合和恢復銀花的身體，花怜打算親自出手殺掉青羽。在花怜快要得手之際，GINKA在現世出現阻止了花怜。雙方一輪談判，花怜同意讓青羽去棲神之地交還神位，讓蛭子淨化怪物。休戰期間，青羽、銀花和GINKA三人同居，銀花看著另外兩人的親密舉動，心思紊亂，失去的戀心似乎在恢復，她想起復活的代價是自己的戀心，她害怕重新愛上青羽後會讓契約作廢，讓青羽再次死去。不久，意識到端倪的GINKA質問銀花，兩人為何不重新合一時，銀花殺掉了GINKA，內心也失控被徹底污染沒入棲神之地。
夏日祭當天，青羽和花怜前往棲神之地，青羽接觸到蛭子的遺骸，看到了蛭子過去的記憶和想法。蛭子是失敗的造物，能力遠不如其他神明，出於自卑，逃到偏遠的姬之島。島民以為祂是怪物，將一名少女「花」獻作祭品。蛭子沒有吃掉花，還一直照顧花。花很快意識到蛭子是善良的存在，將島民希望繁盛的願望告訴了蛭子。蛭子利用神力將姬之島的山脈化為礦山，給島民了繁華。花也因此成為專門侍奉蛭子的巫女，花還收集島民的願望，用於淨化蛭子的自卑化為的負面能力。不過很快花被負面力量影響而離世，花的離去，讓蛭子陷入自責之中。新的巫女不知道用願望淨化負面能力，島民願望只是滯留在棲神之地，蛭子用神力滋養這些願望不讓其變成執念和詛咒。蛭子很早就萌生消失的念頭，所以在銀花請求復活青羽時，獻出了自己的生命。由此蛭子拒絕青羽無法歸還神位，在躊躇之際，銀花將青羽拉入夢境之中，已經淪為詛咒和執念的她，打算讓青羽擁有真正平靜美好的生活，只是在塑造的世界中青羽都會向銀花表達愛意，無法回應這份愛情的銀花只能一次次洗掉青羽記憶重啟夢境。最後在花怜的介入下，青羽才走出夢境。脫離夢境輪迴後，青羽意識到蛭子的想法並不是要消失，而是鐘情於過去那段與花在一起的歲月。青羽在棲神之地找到了花的願望，發現對方也是一樣的想法，於是使用神力實現這個願望。實現願望的蛭子，接受了神位還帶走了滯留在棲神之地的所有願望，他保留了已經實現的願望，抹去自身的存在，修正了過去的歷史。

## 開發
（紺野Asta）與（Kazuya）自2020年開始，負責Frontwing旗下手機遊戲《灰色系列 -Chronos Rebellion-》的劇情。遊戲停運後，Frontwing就計劃將其移植到電腦上，在移植工作告一段落後，Frontwing就讓紺野構思新專案的劇本。專案由Kazuya擔任監督，過去紺野和Yusano合作製作的《ATRI -My Dear Moments-》（《ATRI》）獲得好評和不俗的商業成績，由此Kazuya打算讓兩人再次合作負責新專案。從立案到遊戲完成花了約兩年時間，專案沿用了《ATRI》使用的遊戲引擎進行開發，紺野在專案中兼任策劃一職，負責專案主題和內容，Yusano負責角色設計及美術，渡邊明夫負責配角設計，Nanakamai負責SD原畫。
為了吸引過去玩過《ATRI》的玩家，紺野刻意使用了海洋元素讓專案風格與《ATRI》看齊，專案名《GINKA》還沿用《ATRI》的命名風格，以女主角名字為標題，為了做出差異化，紺野特意在《GINKA》增加一些海邊的休閒內容。《GINKA》舞台是一個會發生「神隱」的奇幻世界，女主角的銀髮和海上鳥居設計是為了突顯作品的奇幻色彩。美少女遊戲一般採用多女主角設計以分擔風險，而《GINKA》採用了單一女主角的設計，紺野較少創作單女主角的劇本。畢竟這類作品，女主角塑造成功與否會顯著影響作品評價，這給予紺野很大的創作壓力，在創作中他給與女主角更多的著墨，同時避免其他女性角色出風頭。《GINKA》相比《ATRI》有更多的分支選項，紺野希望在遊戲中給與玩家更多的選擇，除了增加真實感之餘，玩家在體驗壞結局之後也更能理解好結局的得來不易。
視覺小說一般由插畫家負責角色設計及場景原畫，再交由美工負責上色，Frontwing的作品也使用這個機制，而Yusano能同時兼任兩職，所以《GINKA》整體美術水平能高於Frontwing的主打作品灰色系列。Frontwing在場景圖片上採用了一套新的濾色器，以創作出場景一天內的晝夜變化。角色立繪設計方面，Frontwing還根據配音員的聲線作出調整，讓角色形象和聲線更加契合。《GINKA》的故事發生在夏天，Yusano也嘗試以美術表現出夏日的「炎熱、耀眼和清爽」的氣氛。遊戲音樂由《ATRI》的音樂負責人松本文紀出任，主題曲由紺野作詞，紺野相關經驗不多，所以歌詞較為直白，更多的心思用於確保歌詞順應旋律。

## 發行
2022年9月24日，Frontwing首次公開披露專案《GINKA》官網和美術宣傳圖，遊戲預計在2023年內發售。2023年1月，Frontwing發佈遊戲首部預告片，表示遊戲將在年內第二季度推出，登陸Microsoft Windows和任天堂Switch。同年7月27日武士道的遊戲發佈會上，Frontwing公佈了遊戲新宣傳視頻和主題曲《Star Trail》，女主角四之宮銀花由長谷川育美聲演。9月12日，Frontwing宣佈遊戲延期到10月26日發佈，並在同月舉行的東京電玩展上宣傳作品。10月26日，《GINKA》在DLsite、Steam和DMM Games上正式發售，遊戲除了支持日文外，還支持英文及簡體中文，繁體中文在發售後一個月後推出。10月28到29日，Frontwing在Machi Asobi上宣傳作品。
2024年4月23日，Frontwing宣佈遊戲將在同年9月19日登陸任天堂Switch，除了標準版，還有包括原聲帶、美術設定集等內容的限定版。PC遊戲光碟盒裝版也在同日發售。

## 評價
遊戲在Steam發售後獲得極度好評，獲得2023年度DListe Award的PC軟件類別的「用戶推薦獎」。觸樂、DLsite、遊研社和Noisy Pixel均給予遊戲好評。
《BugBug》、觸樂、DLsie和Noisy Pixel都稱讚遊戲的美術，觸樂編輯周斌表示「游戏中的各个细节都做得相当精细」，每一幅插畫「都维持了极高的水平」。《BugBug》評論員認為遊戲精美又帶有透明感的美術風格，成功塑造出夏日的氛圍。姬之島上的風貌場景既美麗又神秘，讓人沉迷其中。
劇情方面，遊研社評論員游戏咸谈提到《GINKA》有較快的敘事節奏，沒有「堆砌的日常剧情」，全程聚焦主線劇情。作品以「願望」為引子貫穿整個故事，後文更有數次反轉和加入新角色，「剧情的吸引力和情节的丰富程度在视觉小说这类游戏里都算得上是第一梯队的水平」。游戏咸谈還讚譽遊戲中角色塑造「比較出色」，每個角色都推動主線劇情的發展，角色「很饱满且令人信服」。
音樂方面，Noisy Pixel評論員伊萬尼爾·伊格納基蒂認為松本文紀的配樂很好地輔助了敘事，配樂的種類十分豐富，「有柔和又高昂的旋律，還有嚴肅又緊張的樂曲」。

## 外部連結
- 官方网站（日語）
- 《GINKA》在視覺小說數據庫的頁面 （英文）